# Gmina Karula
Gmina Karula (est. Karula vald) – gmina wiejska w Estonii, w prowincji Valga.
W skład gminy wchodzi:
- 14 wsi: Kaagjärve, Karula, Kirbu, Koobassaare, Käärikmäe, Londi, Lusti, Lüllemäe, Pikkjärve, Pugritsa, Raavitsa, Rebasemõisa, Valtina oraz Väheru.